# ホルヘ・ラファエル・ビデラ
ホルヘ・ラファエル・ビデラ・レドンド（Jorge Rafael Videla Redondo、1925年8月21日 - 2013年5月17日）は、アルゼンチンの政治家で第41代大統領。軍人出身。

## 人物
1976年のアルゼンチン・クーデターにより、イサベル・ペロン大統領を失脚に追い込み、権力を掌握した。
軍事政権の崩壊後、同国の法廷により、「汚い戦争」と呼ばれる人権活動家や政敵とその家族を含む一般市民に対する拉致をはじめとして、秘密刑務所での拷問や大量虐殺など、人道に対する罪により起訴され、終身刑が言い渡されている。

## 来歴

### 軍歴
ブエノスアイレス州・メルセデスに生まれる。国軍士官学校を卒業後、士官学校校長などの要職を歴任し、1973年には陸軍参謀総長、1975年にはペロン大統領により陸軍総司令官に任命された。

### クーデターによる政権掌握
かねてから、極度のインフレと左翼テロの多発によって、ペロンに対する信頼が失墜しきっていたこともあり、1976年3月24日にビデラを中心とする軍部はクーデターを起こし、ペロンの追放に成功、軍事評議会を設置し、5日後の3月29日に大統領に就任した。

### 大統領として
当初ビデラは、政治ならびに経済、社会的混乱が収まれば民政を復帰させることを公約していた。しかし、国会機能を停止させ、左翼ゲリラ掃討を理由で多くの一般市民を逮捕した。これにより、1万3千人から3万人以上が行方不明となり、後に「汚い戦争」と呼ばれることとなるこの弾圧は、ヨハネ・パウロ1世から非難を受けるなど国内外から多くの非難を浴びることとなった。しかし、反共産主義がゆえにアメリカ政府やイタリアの極右団体の「ロッジP2」からの多大な支援を受け、また同じく反共産主義という理由でドイツからの元ナチス亡命者を匿った。これらの理由から、ビデラは「パンパのヒトラー」と揶揄された。
一方、混乱に陥った国内経済を回復させる為に、それまでのペロン主義に代わって市場原理を優先する経済開発を行い、当初は多少の成果を収めることに成功したものの、外債が急増したことにより更なるインフレを招くこととなり、大統領の座をロベルト・エドゥアルド・ビオラに譲り、自らは1981年3月28日に退陣した。

### 大統領退陣後
退陣後の1983年に、ラウル・アルフォンシン政権が成立した後、過去の軍事政権における関係者に対する裁判が始まった。1985年に、ビデラは殺人・拉致・拷問などに関与した罪で終身刑を言い渡されたが、1990年にカルロス・メネム大統領の恩赦により釈放された。
1998年に、汚い戦争の最中に幼児誘拐を行っていたことと、人民革命軍の指導者の失踪に関わっていたという2つの容疑で再び起訴され、有罪判決を受け、刑務所へ収監されることとなったが、収監から38日後に高齢を理由に自宅軟禁に減免されることとなった。
2003年に当選したネストル・キルチネル大統領は、就任後ビデラ政権の不法行為を全て清算する作業を始め、「彼は合法的な大統領ではなかった」との声明を発表したほか、ビデラの肖像を全ての軍学校から撤去し、軍事政権下での犯罪行為も多くが訴追されることとなった。
2010年12月22日、アルゼンチンの裁判所はビデラが「人道に対する罪」を犯したとして、終身刑の判決を言い渡した。判決では、ビデラが軍政トップとして、政治犯に対する拷問や殺害を直接命じたと、その責任を指摘した。彼自身は公判の中で、マルクス主義者による革命を防ぐための通常の治安措置だとし、当時アルゼンチンは左翼ゲリラとの内戦状態にあったと弁護していた。
2012年7月5日には、左翼活動家を逮捕・殺害した後、彼らの遺児を強制的に軍人の養子にしていた事件に関与していたとして、元大統領レイナルド・ビニョーネとともに有罪判決を受けた（ビデラは禁錮50年、ビニョーネは禁錮15年）。
2013年5月17日、収監中のマルコスパズ刑務所にて死去。遺体は家族の墓地に葬られたが、墓碑銘は刻まれなかった。

## 来日経験
大統領時代の1978年に来日している。その際にアルゼンチンで改良されたポニー「ファラベラ」を贈呈を約束し、翌1979年に2頭のファラベラポニーが届けられた。この2頭のポニーは、黒毛がファルーチョ、茶白がガルーチョと名付けられ、神奈川県横浜市のこどもの国で飼育された。ファルーチョは2013年8月19日、ガルーチョは2014年7月28日、老衰のため亡くなった。